# Halton Arp
Halton Christian (Chip) Arp  (New York, 21 maart 1927 – München, 28 december 2013) was een Amerikaans astronoom. Hij was onder meer bekend vanwege zijn werk  Atlas of Peculiar Galaxies uit 1966, een verzameling foto's van interagerende sterrenstelsels. Verder is hij bekend vanwege zijn kritiek op de oerknaltheorie en zijn onderzoek naar quasars en hun roodverschuiving.

## Biografie
Arp studeerde aan het Harvard College, waar hij in 1949 zijn bachelor haalde. In 1953 haalde hij zijn PhD aan het California Institute of Technology (Caltech). Zijn onderzoek deed hij voornamelijk in het Mount Wilson-observatorium en het Palomar-observatorium, waar hij in totaal 27 jaar werkte. In 1955 werd hij onderzoeksassistent aan de Indiana University Bloomington. 
In 1966 publiceerde hij de Atlas of Peculiar Galaxies, een catalogus van 338 afwijkende sterrenstelsels die qua vorm niet in de destijds gebruikelijke categorieën konden worden ondergebracht. Doel was een overzicht te maken van foto’s en data die astronomen konden helpen om de ontwikkeling van sterrenstelsels te bestuderen, waar toen nog maar weinig over bekend was. De catalogus was tevens een goed uitgangspunt om theorieën over sterrenstelsels te testen.
In de jaren 60 kwam Arp tevens met zijn hypothese dat de bigbangtheorie mogelijk fout is. Zelf steunde hij de redshift quantization-theorie als verklaring voor de roodverschuiving van sterrenstelsels, waarin onder andere gesteld wordt dat quasars afkomstig zijn uit de kern van een actief sterrenstelsel. Op de foto’s in zijn catalogus leken quasars namelijk soms voor een sterrenstelsel te staan, en op andere foto’s leek materie de quasar en het sterrenstelsel te verbinden. 
Vanaf 1983 was Arp werkzaam aan het Max Planck Institute for Astrophysics in Duitsland.

## Prijzen
In 1960 kreeg Arp de Helen B. Warner Prize for Astronomy van de American Astronomical Society. Datzelfde jaar kreeg hij de Newcomb Cleveland Prize voor zijn lezing "The Stellar Content of Galaxies". 
In 1984 kreeg Arp de Humboldt-prijs.

## Persoonlijk leven
Arp was driemaal gehuwd. Hij overleed eind 2013 op 86-jarige leeftijd in München.